# Curling-Europameisterschaft 1989
Die Curling-Europameisterschaft 1989 der Männer und Frauen fand vom 5. bis 9. Dezember in Engelberg in der Schweiz statt.

## Turnier der Männer

### Teilnehmer
| Belgien                                                                                         | Dänemark                                                                                               | BR Deutschland                                                                 | England | Finnland |
| ----------------------------------------------------------------------------------------------- | --- | ------------------------------------------------------------------------------ | --- | --- |
| Skip: Marcel Marién Third: Pierre Mallants Second: Walter Verbueken Lead: Blair Roberts         | Skip: Frants Gufler Third: Christian Thune-Jacobsen Second: Niels Siggaard Andersen Lead: Finn Nielsen | Skip: Keith Wendorf Third: Sven Saile Second: Cristoph Möckel Lead: Uwe Saile  | Skip: Eric Laidler Third: JD. Michael Sutherland Second: Jim. Wilson Lead: Neil Harvey                                | Skip: Jussi Uusipaavalniemi Third: Jari Laukkanen Second: Jori Aro Lead: Marko Poikolainen Alternate: Juhani Heinonen |
| Frankreich                                                                                      | Italien                                                                                                | Niederlande                                                                    | Norwegen | Österreich |
| Skip: Dominique Dupont-Roc Third: Daniel Cosetto Second: Lionel Tournier Lead: Patrick Philippe | Skip: Andrea Pavani Third: Fabio Alvara Second: Franco Sovilla Lead: Stefano Morona                    | Skip: Otto Veening Third: Otto Veening Second: Hans van Dijk Lead: Fred Melker | Skip: Eigil Ramsfjell Third: Sjur Loen Second: Espen de Lange Lead: Thoralf Hognestad Alternate: Bent Ånund Ramsfjell | Skip: Alois Kreidl Third: Thomas Wieser Second: Dieter Küchenmeister Lead: Stefan Salinger                            |
| Schweden                                                                                        | Schweiz                                                                                                | Schottland                                                                     | Wales | |
| Skip: Per Lindeman Third: Bo Andersson Second: Göran Åberg Lead: Carl von Wendt                 | Skip: Markus Känzig Third: Silvano Flückiger Second: Mario Flückiger Lead: Michel Evard                | Skip: Hammy McMillan Third: Norman Brown Second: Hugh Aitken Lead: Jim Cannon  | Skip: Adrian Meikle Third: Jamie Meikle Second: Hugh Meikle Lead: Nick Leslie                                         | |

### Erste Phase
Die 14 Teams ermittelten in drei Eliminationsrunden die 8 Teilnehmer der zweiten Phase:
- In der ersten Eliminationsrunde spielten die 14 Teams 2 Plätze in der zweiten Phase aus.
- Die restlichen 12 Teams spielten in der zweiten Eliminationsrunde weitere 3 Plätze in der zweiten Phase aus.
- In der dritten Eliminationsrunde wurden von den restlichen 9 Teams die letzten drei Plätze in Phase 2 ausgespielt.

Die 6 ausgeschiedenen Mannschaften spielten in einer Platzierungsrunde um die Ränge 9-14.
| 1. Elimination            | 1. Elimination |
| 1. Runde                  | 1. Runde       |
| ------------------------- | -------------- |
| Italien – Österreich      | 7-4            |
| Schweden – Wales          | 10-2           |
| Frankreich – Finnland     | 1-7            |
| BR Deutschland – England  | 14-4           |
| Schweiz – Belgien         | 8-5            |
| Dänemark – Niederlande    | 9-5            |
| 2. Runde                  |                |
| Schottland – Italien      | 8-3            |
| Schweden – Finnland       | 7-4            |
| Norwegen – BR Deutschland | 3-7            |
| Schweiz – Dänemark        | 6-4            |
| 3. Runde                  |                |
| Schottland – Schweden     | 6-5            |
| BR Deutschland – Schweiz  | 5-6            |

| 2. Elimination              | 2. Elimination |
| 1. Runde                    | 1. Runde       |
| --------------------------- | -------------- |
| Wales – Frankreich          | 4-6            |
| Belgien – Niederlande       | 5-8            |
| 2. Runde                    |                |
| Italien – Finnland          | 4-3            |
| Norwegen – Dänemark         | 8-4            |
| Österreich – Frankreich     | 2-7            |
| England – Niederlande       | 9-2            |
| 3. Runde                    |                |
| Schweden – England          | 8-1            |
| Italien – Norwegen          | 1-6            |
| BR Deutschland – Frankreich | 8-4            |

| 3. Elimination           | 3. Elimination |
| 1. Runde                 | 1. Runde       |
| ------------------------ | -------------- |
| Dänemark – Wales         | 8-4            |
| Österreich – Niederlande | 8-4            |
| Finnland – Belgien       | 10-0           |
| 2. Runde                 |                |
| England – Wales          | 5-8            |
| Italien – Österreich     | 2-7            |
| Frankreich – Finnland    | 8-2            |

| Ergebnisse der ersten Phase     | Ergebnisse der ersten Phase                                                               |
| ------------------------------- | ----------------------------------------------------------------------------------------- |
| Qualifiziert für Phase 2        | Schweden, Schottland, Schweiz, BR Deutschland, Norwegen, Wales, Österreich und Frankreich |
| In der Platzierungsrunde (9-14) | Belgien, Niederlande, Finnland, Italien, England und Dänemark                             |

### Zweite Phase
Die 8 aus die in die zweite Phase aufgestiegen waren, spielten in zwei Eliminationsrunden die 4 Halbfinal Plätze aus.:
- Die 8 Teams spielten in der ersten Eliminationsrunde um 2 Halbfinalplätze.
- Die restlichen 6 Teams spielten in der zweiten Eliminationsrunde um die letzten 2 Halbfinal Plätze.

Die 4 ausgeschiedenen Teams spielten eine Platzierungsrunde um die Ränge 5-8.
| 1. Elimination            | 1. Elimination |
| 1. Runde                  | 1. Runde       |
| ------------------------- | -------------- |
| Schottland – Österreich   | 8-3            |
| Schweden – BR Deutschland | 4-9            |
| Schweiz – Wales           | 9-1            |
| Norwegen – Frankreich     | 4-2            |
| 2. Runde                  |                |
| Schottland – Schweden     | 7-3            |
| Schweiz – Norwegen        | 3-8            |

| 2. Elimination              | 2. Elimination |
| 1. Runde                    | 1. Runde       |
| --------------------------- | -------------- |
| Österreich – BR Deutschland | 1-6            |
| Wales – Frankreich          | 4-8            |
| 2. runde                    |                |
| Schweiz – BR Deutschland    | 2-7            |
| Schweden – Frankreich       | 3-5            |

| Ergebnisse der 2. Phase        | Ergebnisse der 2. Phase                             |
| ------------------------------ | --------------------------------------------------- |
| Qualifiziert fürs Halbfinale   | Norwegen, Schottland, BR Deutschland und Frankreich |
| In der Platzierungsrunde (5-8) | Schweden, Schweiz, Wales und Österreich             |

### Platzierungsrunde
Ränge 9-14
Die sechs in Phase 1 ausgeschiedenen Teams spielten in drei Eliminationsrunden um die Ränge 9-14
| 1. Elimination         | 1. Elimination |
| 1. Runde               | 1. Runde       |
| ---------------------- | -------------- |
| England – Belgien      | 6-2            |
| Dänemark – Niederlande | 5-4            |
| 2. Runde               |                |
| England – Italien      | 1-5            |
| Finnland – Dänemark    | 3-6            |
| Spiel um Rang 9.       |                |
| Italien – Dänemark     | 6-2            |

| 2. Elimination        | 2. Elimination |
| 1. Runde              | 1. Runde       |
| --------------------- | -------------- |
| England – Niederlande | 9-3            |
| Finnland – Belgien    | 7-1            |
| Spiel um Rang 11.     |                |
| England – Finnland    | 1-11           |

| 3. Elimination        | 3. Elimination    |
| Spiel um Rang 13.     | Spiel um Rang 13. |
| --------------------- | ----------------- |
| Niederlande – Belgien | 2-9               |

| Endstand | Endstand    |
| -------- | ----------- |
| 9.       | Italien     |
| 10.      | Dänemark    |
| 11.      | Finnland    |
| 12.      | England     |
| 13.      | Belgien     |
| 14.      | Niederlande |

Ränge 5-8
Die vier in Phase 2 ausgeschiedenen Teams spielten um die Ränge 5-8
| Platzierungsrunde  | Platzierungsrunde |
| Spiel um Rang 7.   | Spiel um Rang 7.  |
| ------------------ | ----------------- |
| Österreich – Wales | 10-3              |
| Spiel um Rang 5.   |                   |
| Schweiz – Schweden | 7-8               |

| Endstand | Endstand   |
| -------- | ---------- |
| 5.       | Schweden   |
| 6.       | Schweiz    |
| 7.       | Österreich |
| 8.       | Wales      |

|  | Halbfinale | Halbfinale     | Halbfinale |   |            | Finale                      | Finale                      | Finale                      |
|  |            |                |            |   |            |                             |                             |                             |
|  |            |                |            |   |            |                             |                             |                             |
|  | 3          | Schottland     | 5          |   |            |                             |                             |                             |
|  | 2          | BR Deutschland | 4          |   |            |                             |                             |                             |
|  |            |                |            | 2 | Schottland | 5                           |                             |                             |
|  |            |                |            |   | 1          | Norwegen                    | 4                           |                             |
|  | 4          | Norwegen       | 7          |   |            |                             |                             |                             |
|  | 1          | Frankreich     | 3          |   |            | Spiel um die Bronzemedaille | Spiel um die Bronzemedaille | Spiel um die Bronzemedaille |
|  |            |                |            |   |            | 3                           | BR Deutschland              | 6                           |
|  | 4          | Frankreich     | 5          |   |            |                             |                             |                             |
|  |            |                |            |   |            |                             |                             |                             |

| Platz | Land           |
| ----- | -------------- |
| 1     | Schottland     |
| 2     | Norwegen       |
| 3     | BR Deutschland |
| 4     | Frankreich     |
| 5     | Schweden       |
| 6     | Schweiz        |
| 7     | Österreich     |
| 8     | Wales          |
| 9     | Italien        |
| 10    | Dänemark       |
| 11    | Finnland       |
| 12    | England        |
| 13    | Belgien        |
| 14    | Niederlande    |

## Turnier der Frauen

### Teilnehmer
| Dänemark                                                                                             | BR Deutschland                                                                          | England                                                                                   | Finnland                                                                       | Frankreich                                                                                         |
| --- | --------------------------------------------------------------------------------------- | ----------------------------------------------------------------------------------------- | ------------------------------------------------------------------------------ | -------------------------------------------------------------------------------------------------- |
| Skip: Helena Blach Lavrsen Third: Malene Krause Second: Hanne Raun Lead: Gitte Larsen                | Skip: Andrea Schöpp Third: Monika Wagner Second: Christina Haller Lead: Heike Schwaller | Skip: Caroline Cumming Third: Aileen Gemmell Second: Alison Arthur Lead: Penni Davis      | Skip: Jaana Jokela Third: Terhi Aro Second: Mari Lundén Lead: Heidi Koskiheimo | Skip: Paulette Sulpice Third: Brigitte Lamy Second: Jocelyn Cault-Lhenry Lead: Guylaine Fratucello |
| Italien                                                                                              | Niederlande                                                                             | Norwegen                                                                                  | Österreich                                                                     | Schweden                                                                                           |
| Skip: Ann Lacedelli Third: Francesca Del Fabbro Second: Daniela Zandegiacomo Lead: Loredana Siorpaes | Skip: Jenny Bovenschen Third: Netty Born Second: Kniertje van Kuyk Lead: Teuna Jongert  | Skip: Trine Trulsen Vågberg Third: Dordi Nordby Second: Hanne Woods Lead: Mette Halvorsen | Skip: Lilly Hummelt Third: Eva Nägele Second: Monika Hölzl Lead: Margit Dalik  | Skip: Anette Norberg Third: Anna Rindeskog Second: Sofie Marmont Lead: Louise Marmont              |
| Schweiz                                                                                              | Schottland                                                                              | Wales                                                                                     |                                                                                | |
| Skip: Marianne Flotron Third: Daniela Sartori Second: Esther Christen Lead: Caroline Rück            | Skip: Kirsty Addison Third: Karen Addison Second: Joanna Pegg Lead: Laura Scott         | Skip: Helen Lyon Third: Jean Robinson Second: Hilary Alison Davis Lead: Jackie Jones      |                                                                                | |

### Erste Phase
Die 13 Teams ermittelten in drei Eliminationsrunden die 8 Teilnehmer der zweiten Phase:
- In der ersten Eliminationsrunde spielten die 13 Teams 2 Plätze in der zweiten Phase aus.
- Die restlichen 11 Teams spielten in der zweiten Eliminationsrunde weitere 3 Plätze in der zweiten Phase aus.
- In der dritten Eliminationsrunde wurden von den restlichen 8 Teams die letzten drei Plätze in Phase 2 ausgespielt.

Die 5 ausgeschiedenen Mannschaften spielten in einer Platzierungsrunde um die Ränge 9-13.
| 1. Elimination              | 1. Elimination |
| 1. Runde                    | 1. Runde       |
| --------------------------- | -------------- |
| England – Frankreich        | 3-11           |
| Dänemark – Wales            | 11-4           |
| Norwegen – Finnland         | 10-5           |
| Niederlande – Österreich    | 4-8            |
| BR Deutschland – Italien    | 10-2           |
| 2. Runde                    |                |
| Schweden – Frankreich       | 9-2            |
| Dänemark – Norwegen         | 8-3            |
| Schottland – Österreich     | 10-2           |
| Schweiz – BR Deutschland    | 4-6            |
| 3. Runde                    |                |
| Schweden – Dänemark         | 6-5            |
| Schottland – BR Deutschland | 10-2           |

| 2. Elimination        | 2. Elimination |
| 1. Runde              | 1. Runde       |
| --------------------- | -------------- |
| Wales – Finnland      | 1-11           |
| 2. Runde              |                |
| Frankreich – Norwegen | 3-10           |
| Österreich – Schweiz  | 3-11           |
| England – Finnland    | 7-8            |
| Niederlande – Italien | 4-12           |
| 3. Runde              |                |
| Dänemark – Italien    | 3-7            |
| Norwegen – Schweiz    | 4-6            |
| Schottland – Finnland | 8-6            |

| 3. Elimination        | 3. Elimination |
| 1. Runde              | 1. Runde       |
| --------------------- | -------------- |
| Österreich – Wales    | 6-7            |
| England – Niederlande | 9-3            |
| 2. Runde              |                |
| Dänemark – Wales      | 11-3           |
| Norwegen – England    | 14-1           |
| Finnland – Frankreich | 6-9            |

| Ergebnisse der ersten Phase     | Ergebnisse der ersten Phase                                                               |
| ------------------------------- | ----------------------------------------------------------------------------------------- |
| Qualifiziert für Phase 2        | Norwegen, Schweden, Schottland, Schweiz, Frankreich, BR Deutschland, Italien und Dänemark |
| In der Platzierungsrunde (9-13) | Wales, England, Niederlande, Finnland und Österreich                                      |

### Zweite Phase
Die 8 aus die in die zweite Phase aufgestiegen waren, spielten in zwei Eliminationsrunden die 4 Halbfinal Plätze aus.:
- Die 8 Teams spielten in der ersten Eliminationsrunde um 2 Halbfinalplätze.
- Die restlichen 6 Teams spielten in der zweiten Eliminationsrunde um die letzten 2 Halbfinal Plätze.

Die 4 ausgeschiedenen Teams spielten eine Platzierungsrunde um die Ränge 5-8.
| 1. Elimination            | 1. Elimination |
| 1. Runde                  | 1. Runde       |
| ------------------------- | -------------- |
| Schweden – Norwegen       | 7-5            |
| Italien – Schottland      | 1-8            |
| BR Deutschland – Dänemark | 15-4           |
| Schweiz – Frankreich      | 9-6            |
| 2. Runde                  |                |
| Schweden – Schottland     | 7-5            |
| BR Deutschland – Schweiz  | 5-4            |

| 2. Elimination         | 2. Elimination |
| 1. Runde               | 1. Runde       |
| ---------------------- | -------------- |
| Norwegen – Italien     | 7-3            |
| -Dänemark – Frankreich | 9-7            |
| 2. Runde               |                |
| Schweiz – Norwegen     | 9-7            |
| Schottland – Dänemark  | 4-5            |

| Ergebnisse der 2. Phase        | Ergebnisse der 2. Phase                        |
| ------------------------------ | ---------------------------------------------- |
| Qualifiziert fürs Halbfinale   | BR Deutschland, Schweden, Schweiz und Dänemark |
| In der Platzierungsrunde (5-8) | Schottland, Norwegen, Frankreich und Italien   |

### Platzierungsrunde
Ränge 9-13
Die fünf in Phase 1 ausgeschiedenen Teams spielten in zwei Eliminationsrunden um die Ränge 9-13
| 1. Elimination           | 1. Elimination |
| 1. Runde                 | 1. Runde       |
| ------------------------ | -------------- |
| Österreich – Niederlande | 9-8            |
| 2. Runde                 |                |
| Wales – England          | 9-8            |
| Finnland – Österreich    | 9-3            |
| Spiel um Rang 9.         |                |
| Wales – Finnland         | 2-9            |

| 2. Elimination           | 2. Elimination |
| 1. Runde                 | 1. Runde       |
| ------------------------ | -------------- |
| England – Niederlande    | 5-11           |
| Spiel um Rang 11.        |                |
| Niederlande – Österreich | 12-2           |

| Endstand | Endstand    |
| -------- | ----------- |
| 9.       | Finnland    |
| 10.      | Wales       |
| 11.      | Niederlande |
| 12.      | Österreich  |
| 13.      | England     |

Ränge 5-8
Die vier in Phase 2 ausgeschiedenen Teams spielten um die Ränge 5-8
| Platzierungsrunde     | Platzierungsrunde |
| Spiel um Rang 7.      | Spiel um Rang 7.  |
| --------------------- | ----------------- |
| Italien – Frankreich  | 4-7               |
| Spiel um Rang 5.      |                   |
| Norwegen – Schottland | 10-3              |

| Endstand | Endstand   |
| -------- | ---------- |
| 5.       | Norwegen   |
| 6.       | Schottland |
| 7.       | Frankreich |
| 8.       | Italien    |

|  | Halbfinale | Halbfinale     | Halbfinale |   |         | Finale                      | Finale                      | Finale                      |
|  |            |                |            |   |         |                             |                             |                             |
|  |            |                |            |   |         |                             |                             |                             |
|  | 2          | Schweden       | 5          |   |         |                             |                             |                             |
|  | 3          | Schweiz        | 8          |   |         |                             |                             |                             |
|  |            |                |            | 2 | Schweiz | 2                           |                             |                             |
|  |            |                |            |   | 1       | BR Deutschland              | 4                           |                             |
|  | 1          | BR Deutschland | 6          |   |         |                             |                             |                             |
|  | 4          | Dänemark       | 3          |   |         | Spiel um die Bronzemedaille | Spiel um die Bronzemedaille | Spiel um die Bronzemedaille |
|  |            |                |            |   |         | 2                           | Schweden                    | 8                           |
|  | 4          | Dänemark       | 5          |   |         |                             |                             |                             |
|  |            |                |            |   |         |                             |                             |                             |

| Platz | Land           |
| ----- | -------------- |
| 1     | BR Deutschland |
| 2     | Schweiz        |
| 3     | Schweden       |
| 4     | Dänemark       |
| 5     | Norwegen       |
| 6     | Schottland     |
| 7     | Frankreich     |
| 8     | Italien        |
| 9     | Finnland       |
| 10    | Wales          |
| 11    | Niederlande    |
| 12    | Österreich     |
| 13    | England        |